# 甲氰菊酯
甲氰菊酯是在农业和家庭中广泛使用的拟除虫菊酯类杀虫剂，为白色晶体，原药带有黄色。它被认为是帕金森病的环境危险因子。
它可以2,2,3,3-四甲基环丙基甲酸和间苯氧基苯甲醛为原料合成得到。

## 拓展阅读
- 薛斌, 谭志诚.甲氰菊酯的热容及热力学性质的研究. 化学学报, 1999 (8): 881-886.